# On My Way (сингл)
On My Way (с англ. — «На моём пути») — песня, записанная американской исполнительницей Лией Мишель. Является вторым синглом в поддержку дебютного альбома — Loder. Был выпущен в качестве сингла 4 мая 2014 года, через цифровую загрузку в iTunes. Основными авторами песни выступили Али Тампоси и Фернандо Гарибай, в соавторстве с музыкальными продюсерами — Маркусом Ломаксом, Джорданом Джонсоном, Стэфаном Джонсоном и Клэренс Коффи мл.. Продюсерами трека выступили The Monsters and the Strangerz и Кук Харрэл.

## Живые выступления
19 марта 2014 года Лиа Мишель впервые выступила с «On My Way» на шоу Эллен Дедженерес, после того, как сообщила на своей страничке в Twitter, что эта песня станет следующим синглом в поддержку Loder. Broadway.com опубликовал заголовок в статье: «Цветущая поп-звезда ещё раз доказала, что ничто не сравнится с её живым выступлением».

## Рецензии критиков
Песня получила в целом положительные отзывы музыкальных критиков. Кейси Льюис из Teen Vogue написала: «…В то время как „On My Way“ может похвастаться мощным басовым тяжелым ритмом, который немного отличается от ранних треков, которые мы слышали от неё. Текст песни так же эмоционально заряжен, как и то, что мы ожидали. На этот раз она касается битвы между её головой и сердцем (Эй, кто там не был!).»
Кристина Гарибальди из MTV News написала: "Оптимистичный трек, который является пятой песней, которую Мишель предварительно просмотрела со своего альбома 4 марта, начинает медленно выстраивать свой ритм, с её мощным вокалом, набивающим удар, поскольку она демонстрирует более уязвимую сторону. Майк Айерс из Billboard написал об этой песне так: «Мисс Мишель начинает с медленного, надутого вокала, который быстро уступает место другому клубному треку, который о возвращении к кому-то, кто не подходит тебе. Трезвость и опьянение сравнениями с любовью бушуют повсюду, поскольку она поясняет, что её „сердце слишком пьяно, чтобы вести машину“, и она существует в „отключенном состоянии ума“.»

## Музыкальное видео
19 апреля 2014 года стартовали съёмки видеоклипа на «On My Way». Он был снят в нескольких местах Калифорнии, в том числе в мотеле. Daily Mail писал о съемках: «В одной сцене для видео певица махала руками в воздухе, когда она и трое статистов ехали через Палмдейл, штат Калифорния, в чёрном Ford Mustang.» 19 мая 2014 года, после интервью Лии на канале Good Morning America YouTube, состоялась официальная премьера видеоклипа на канале Лии от VEVO. В преддверии релиза, Мишель опубликовала фрагменты кадров из клипа и закулисные кадры со съёмок, на своем канале YouTube.

## Чарты
| Чарт (2014)                                | Высшая позиция |
| ------------------------------------------ | -------------- |
| Бельгия/Фландрия (Ultratip Bubbling Under) | 40             |
| Канада (Canadian Hot 100)                  | 81             |
| Франция (SNEP)                             | 45             |
| Италия (FIMI)                              | 68             |
| Испания (PROMUSICAE)                       | 45             |

## История релиза
| Страна | Дата       | Формат               | Лейбл            |
| ------ | ---------- | -------------------- | ---------------- |
| США    | 4 мая 2014 | Цифровая дистрибуция | Columbia Records |